# Teresa Palmer
Teresa Mary Palmer (Adelaide, 1986. február 26. –) ausztrál színésznő, író, modell és producer.

## Élete és pályafutása
Adelaide-ben született Kevin Palmer és Paula Sanders gyermekeként. Hároméves volt, mikor szülei 1989-ben elváltak. Apjától két féltestvére és két mostohatestvére van. Édesanyja mániás depressziója miatt szigorú neveltetésben nőtt fel.
2003-ban megnyerte középiskolájában a színjátszó tehetségkutató versenyét, míg hétvégente a helyi bevásárlóközpont termékeit promotálta. Dolgozott a Hungry Jack’s gyorséttermében és néhány ruházati boltban is.
Középiskolai tanulmányait befejezvén lehetőséget kapott egy diákfilmben való szereplésre, miután a 2:37 rendezője meglátta a színészi ügynökség honlapján. Palmer akkoriban kezdett újságírást tanulni az egyetemen, és egy állatmentő szolgálatnál dolgozott. Tervei között szerepelt egy saját állatmenhely nyitása, azonban a színjátszás mindig foglalkoztatta, így otthagyta az egyetemet, és elvállalta a felkínált szerepet.

## Filmográfia

### Film
| Év   | Magyar cím                   | Eredeti cím               | Szerep                             | Magyar hang        | Rendező            |
| ---- | ---------------------------- | ------------------------- | ---------------------------------- | ------------------ | ------------------ |
| 2005 | Wolf Creek – A haláltúra     | Wolf Creek                | lány a medencés partin (statiszta) |                    | Greg McLean        |
| 2006 |                              | 2:37                      | Melody                             |                    | Murali K. Thalluri |
| 2006 | Átok 2.                      | The Grudge 2              | Vanessa Cassidy                    | Haffner Anikó      | Takashi Shimizu    |
| 2007 | Fiúk a parton                | December Boys             | Lucy                               | Tamási Nikolett    | Rod Hardy          |
| 2008 |                              | Restraint                 | Dale                               |                    | David Denneen      |
| 2008 | Esti mesék                   | Bedtime Stories           | Violet Nottingham                  | Mezei Kitty        | Adam Shankman      |
| 2010 | A varázslótanonc             | The Sorcerer's Apprentice | Rebecca "Becky" Barnes             | Földes Eszter      | Jon Turteltaub     |
| 2011 | A negyedik                   | I Am Number Four          | Hatodik/Jane Doe                   | Nemes Takách Kata  | D. J. Caruso       |
| 2011 | Szédületes éjszaka           | Take Me Home Tonight      | Tori Frederking                    | Földes Eszter      | Michael Dowse      |
| 2011 |                              | Bear (rövidfilm)          | Emelie                             |                    | Nash Edgerton      |
| 2011 |                              | Quirky Girl (rövidfilm)   | Claire                             |                    | Alex Fernie        |
| 2012 |                              | Wish You Were Here        | Steph McKinney                     |                    | Kieran Darcy-Smith |
| 2013 | Eleven testek                | Warm Bodies               | Julie Grigio                       | Mezei Kitty        | Jonathan Levine    |
| 2013 | Szerelem és becsület         | Love and Honor            | Candace                            | Molnár Ilona       | Danny Mooney       |
| 2014 |                              | Cut Bank                  | Cassandra Steeley                  |                    | Matt Shakman       |
| 2014 |                              | Parts per Billion         | Anna                               |                    | Brian Horiuchi     |
| 2014 |                              | The Ever After            | Ava                                |                    | Mark Webber        |
| 2014 | Gyilkosság három felvonásban | Kill Me Three Times       | Lucy Webb                          | Andrusko Marcella  | Kriv Stenders      |
| 2015 | Kupák lovagja                | Knight of Cups            | Karen                              | Bartsch Kata       | Terrence Malick    |
| 2015 | Holtpont                     | Point Break               | Samsara Dietz                      | Andrusko Marcella  | Ericson Core       |
| 2016 |                              | Too Legit (rövidfilm)     | Kimmie                             |                    | Frankie Shaw       |
| 2016 | Válaszúton                   | The Choice                | Gabby Holland                      | Tamási Nikolett    | Ross Katz          |
| 2016 | Tripla kilences              | Triple 9                  | Michelle Allen                     | Eke Angéla         | John Hillcoat      |
| 2016 | Amikor kialszik a fény       | Lights Out                | Rebecca                            | Szilágyi Csenge    | David F. Sandberg  |
| 2016 | A fegyvertelen katona        | Hacksaw Ridge             | Dorothy Schutte                    | Németh Borbála     | Mel Gibson         |
| 2016 |                              | Message from the King     | Kelly                              |                    | Fabrice Du Welz    |
| 2017 |                              | Berlin Syndrome           | Clare Havel                        |                    | Cate Shortland     |
| 2017 | 2:22 – Párhuzamos vonzalmak  | 2:22                      | Sarah                              |                    | Paul Currie        |
| 2019 |                              | The Place of No Words     | önmaga                             |                    | Mark Webber        |
| 2019 |                              | Ride Like a Girl          | Michelle Payne                     |                    | Rachel Griffiths   |
| 2022 | Az iker                      | The Twin                  | Rachel                             | Bogdányi Titanilla | Taneli Mustonen    |
| 2024 | A kaszkadőr                  | The Fall Guy              | Alienana / Iggie Starr             | Réti Adrienn       | David Leitch       |

### Televízió
| Év        | Magyar cím                      | Eredeti cím            | Szerep        | Megjegyzések |
| --------- | ------------------------------- | ---------------------- | ------------- | ------------ |
| 2018–2022 | A boszorkányok elveszett könyve | A Discovery of Witches | Diana Bishop  | főszereplő   |
| 2023      | A szekta szökevénye             | The Clearing           | Freya Heywood | főszereplő   |

## Fordítás
- Ez a szócikk részben vagy egészben  a   Teresa Palmer című angol Wikipédia-szócikk ezen változatának fordításán alapul.  Az eredeti cikk szerkesztőit annak laptörténete sorolja fel. Ez a jelzés csupán a megfogalmazás eredetét és a szerzői jogokat jelzi, nem szolgál a cikkben szereplő információk forrásmegjelöléseként.